# Премія Compasso d'oro
Compasso d’Oro (укр. Золотий Компас) ― премія за найкращий індустріальний дизайн, що має на меті оцінити та винагородити ідеї італійський дизайнерів. Започаткована в Італії у 1954 році та з 1964 року підпорядкована Асоціації індустріального дизайну (ADI). З 2020 року концепти-переможці можна побачити у якості експонатів в музеї дизайну ADI у Мілані.

## Про премію
Була заснована як найвищий показник визнання ідей промислового дизайну. Це була перша у своєму роді нагорода у Європі, що дала поштовх для проведення схожих заходів в інших країнах Європи, Америці, Канаді та Японії. 
Премію присуджує міжнародне журі що два роки. Склад журі завжди змінюється та представлений професіоналами у сфері дизайну та культурними діячами. 
Від початку її існування, премію отримало понад 300 дизайнерів, які презентували на розгляд журі різні проєкт від вішаків для одягу до концепт-карів. 

## Приклади дизайнів-переможців
- Пінополіуретанова дитяча іграшка Zizi, 1954. Бруно Мунарі для Pigomma S.r.l. Розроблена для розвитку дитячої уяви з безпечних та гнучких матеріалів, дизайн якої змінюється самою дитиною під час гри.
- Автомобіль 500, 1959. Данте Джакоза для автомобільного концерну FIAT. Компактна машина, яка стала одним із символів Італії та прикладом економічного міського транспорту. По сьогодні 500 випускається в оновленому дизайні.
- Стоматологічне крісло Isotron, 1991. Інтегроване, ергономічне крісло представлене виробником Eurodent Industries S.p.A. Створене з думкою про комфорт пацієнтів та зручність у використанні для стоматологів.